# ماكس بالدوين
ماكس بالدوين (بالإنجليزية: Max Baldwin)‏ هو راكب الكنو أسترالي، ولد في 1928.

## وصلات خارجية
- ماكس بالدوين على موقع أوليمبيديا (الإنجليزية)
- ماكس بالدوين على موقع اللجنة الأولمبية الأسترالية (الإنجليزية)